# ISO 9000
ISO 9000 је међународни стандард који садржи захтеве за систем управљања квалитетом у пословној организацији које организација мора испунити да би ускладила своје пословање са међународно признатим нормама.
Систем квалитета је управљачки систем, којим се доводи до остварења постављених циљева у погледу квалитета пословања и пружања услуга. Овај систем чине организациона структура, одговорност субјеката у организацији, процеси и ресурси потребни за управљање системом. ISO 9001 серије стандард се састоји од:
- ISO 9000 – Основе и речник: представља концепт система управљања као и терминологију која се користи
- ISO 9001 – Захтеви: критеријуми који морају да се испуне уколико желите да радите у складу са стандардом и добијете сертификат.
- ISO 9004 – Смернице за побољшање перформанси: на основу осам принципа менаџмента квалитетом оне се користе од стране вишег менаџмента као оквир за усмеравање организације узимајући у обзир потребе свих заинтересованих страна, а не само клијената.

## Принципи ISO 9001
Систем управљања квалитетом према ISO 9001:2008 стандарду, заснива се на осам принципа управљања. Ови принципи се могу користити од стране менаџмента, као оквир за усмеравање организације у правцу побољшања перформанси. Принципи су изведени из колективног искуства и знања стручњака широм света који учествују у раду Техничког комитета ISO/TC 176 (Управљање квалитетом и обезбеђење квалитета), који је одговоран за развијање и одржавање ISO 9000 стандарда.

## Намена ISO 9001
ISO 9001 је погодан за све организације које желе да побољшају начин управљања, без обзира на величину или делатност организације. Поред тога, ISO 9001 је компатибилан са другим стандардима система менаџмента као што су ОХСАС 18001 Систем управљања заштитом здравља и безбедношћу на раду и безбедност и Системи управљања заштитом животне средине ISO 14001. Они деле многе принципе тако да се могу интегрисати.
Сврха овог стандарда је повећање ефикасности организације кроз примену процесног приступа. Његова предност је обезбеђење веза између појединачних процеса, сектора и њихове интеракције.
Дефинисањем улазних и излазних елемената свих процеса и дефинисањем потребних ресурса ствара се полазна основа за планирање, као и повратна информација о задовољству купаца. Овакав модел повећава поверење клијената у производ/услугу и води ка бољем позиционирању на тржишту.

## Предности имплементације стандарда ISO 9001
ISO 9001 прецизира основне захтеве за систем управљања квалитетом, које организација мора да испуни како би показала своју способност да своје производе доследно производи (који укључују услуге), чиме повећавају задовољство корисника и испуњавају важећу законску регулативу.

### Предности имплементације ISO 9001:2008 стандарда
- стицање и/или учвршћивање пословног поверења код познатих и што је још важније потенцијалних клијената,
- побољшање пословне способности и продуктивности,
- усмереност на остваривање пословних циљева и очекивања клијената,
- постизање и одржавање стабилног нивоа квалитета производа/услуга ради задовољавања захтева и изражених потреба клијената,
- повећање задовољства клијената,
- пружање уверења да је жељени ниво квалитета постигнут и да се одржава,
- стварање могућности за освајање нових тржишта и увећање удела на постојећем тржишту,
- добијање сертификата ISO 9001 од стране акредитованог сертификационог тела,
- могућност учествовања и надметања на тендерима.